# 237

## Esdeveniments
- Imperi Romà: L'emperador Maximí el Traci inicia la campanya militar contra els sàrmates.
- Mesopotàmia: Els perses sassànides tornen a ocupar el país.
- Grècia: Filostrat d'Atenes escriu Vida dels sofistes.